# The LEGO Movie (franchise)

Logo ufficiale del franchise

The LEGO Movie è un media franchise basato sulla linea di giochi di costruzione LEGO ed è il primo film animato ispirato e ambientato nell'universo dei mattoncini LEGO, pubblicato dopo una serie di videogiochi di successo.
Il successo del primo film, scritto e diretto da Phil Lord e Christopher Miller nel 2014, ha portato all'uscita di alcuni videogiochi, due film spin-off (LEGO Batman - Il film e LEGO Ninjago - Il film, usciti entrambi nel 2017), una serie televisiva animata, Unikitty!, uscita anch'essa nello stesso anno, e un sequel del film originale intitolato The LEGO Movie 2 - Una nuova avventura nel 2019. Erano stati previsti un terzo film spin-off e un sequel di LEGO Batman - Il film, ma entrambi furono accantonati.
Sebbene Warner Bros. possieda i diritti dei media usciti tra il 2014 e il 2020 (incluso Unikitty!), i diritti per la realizzazione dei futuri film LEGO sono stati acquisiti da Universal Pictures, come parte di un contratto della durata di cinque anni.

## Film
| Film                                   | Data di uscita    | Regia                                 | Sceneggiatura                                                                        | Produttori                                                                     |
| -------------------------------------- | ----------------- | ------------------------------------- | ------------------------------------------------------------------------------------ | ------------------------------------------------------------------------------ |
| The LEGO Movie                         | 7 febbraio 2014   | Phil Lord e Christopher Miller        | Phil Lord e Christopher Miller                                                       | Roy Lee e Dan Lin                                                              |
| LEGO Batman - Il film                  | 10 febbraio 2017  | Chris McKay                           | Seth Grahame-Smith, Chris McKenna, Erik Sommers, Jared Stern e John Whittington      | Dan Lin, Roy Lee, Phil Lord e Christopher Miller                               |
| LEGO Ninjago - Il film                 | 22 settembre 2017 | Charlie Bean, Bob Logan e Paul Fisher | Bob Logan, Tom Wheeler, Paul Fisher, Jared Stern, William Wheeler e John Whittington | Dan Lin, Phil Lord e Christopher Miller, Chris McKay, Maryann Garger e Roy Lee |
| The LEGO Movie 2 - Una nuova avventura | 8 settembre 2019  | Mike Mitchell e Trisha Gum            | Phil Lord e Christopher Miller                                                       | Phil Lord e Christopher Miller, Roy Lee, Dan Lin e Jinko Gotoh                 |

### The LEGO Movie(2014)
Il film è stato distribuito nelle sale il 7 febbraio 2014 negli Stati Uniti d'America e il 20 febbraio 2014 in Italia da Warner Bros. Pictures e Village Roadshow Pictures, con un successo quasi unanime: i critici ne hanno elogiato lo stile visivo, l'umorismo, il doppiaggio e il messaggio commovente. La pellicola ha incassato più di 257 milioni di dollari negli Stati Uniti e in Canada e 210 milioni di dollari in altri territori, per un totale di oltre 469 milioni di dollari. Il film ha vinto il premio BAFTA, il Critics' Choice Movie Award e il Saturn Award, tutti come miglior film d'animazione. È stato inoltre nominato nella stessa categoria per il Golden Globe. Il film ha ricevuto anche una candidatura all'Oscar per la migliore canzone originale (Everything Is Awesome).

### LEGO Batman - Il film(2017)
Il 10 ottobre 2014 venne annunciato che Will Arnett avrebbe doppiato Batman in uno spin-off di The LEGO Movie, diretto da Chris McKay e previsto per il 2017. Il 30 ottobre venne annunciato che lo studio d'animazione australiano Animal Logic stava trattando per la produzione di tre film LEGO. Il 16 luglio 2015, The Hollywood Reporter riportò che Michael Cera avrebbe doppiato Robin, mentre Dan Lin, Roy Lee, Phil Lord e Christopher Miller vennero annunciati come produttori del film.
Il 12 agosto 2015 venne annunciato che Zach Galifianakis avrebbe dato la voce a Joker e il 16 ottobre 2015 Rosario Dawson entrò nel cast come doppiatrice di Barbara Gordon. Il 3 novembre 2015, Ralph Fiennes venne ingaggiato per dare voce al personaggio di Alfred Pennyworth. Nel luglio 2016, Jenny Slate venne annunciata come doppiatrice di Harley Quinn e il 30 novembre il regista McKay confermò che Billy Dee Williams avrebbe doppiato Harvey Dent.

### LEGO Ninjago - Il film(2017)
Dopo LEGO Batman - Il film, Warner Bros. ha prodotto LEGO Ninjago - Il film, tratto dalla serie di Cartoon Network Ninjago: Masters of Spinjitzu, uscito il 22 settembre 2017 negli Stati Uniti. Il film è diretto da Charlie Bean e nel cast figurano Jackie Chan per Sensei Wu, Michael Peña per Kai Smith, Dave Franco per Lloyd Garmadon, Fred Armisen per Cole Bucket e Justin Theroux nei panni del villain Lord Garmadon.

### The LEGO Movie 2 - Una nuova avventura(2019)
Nel 2016 Warner Bros. ha annunciato la produzione di un sequel intitolato The LEGO Movie 2 - Una nuova avventura (The Lego Movie 2: The Second Part), uscito l'8 febbraio del 2019, con Tiffany Haddish come nuovo membro del cast: darà la voce al personaggio della Regina Wello Ke-Wuoglio.

## Film cancellati

### The Billion Brick Race
Nel marzo 2015, Warner Bros. ha annunciato un terzo spin-off di The LEGO Movie, intitolato The Billion Brick Race, che era in fase di sviluppo. A luglio 2016, Jason Segel e Drew Pearce hanno aderito al progetto come co-registi e co-sceneggiatori. Il progetto venne tuttavia cancellato definitivamente a causa degli scarsi risultati al botteghino dei due precedenti film e della lunga fase concettuale, indicata come la principale motivazione.

### Lego Superfriends
Il 5 dicembre 2018, McKay ha annunciato la produzione di un sequel del film LEGO Batman, del quale avrebbe curato la regia. L'uscita del film era prevista per il 2022. Nel 2020, Universal Pictures ha acquisito da Warner Bros. i diritti cinematografici del franchise The Lego Movie, ma non quelli di DC Comics, il che ha portato all'annullamento del progetto del sequel.
Nel giugno 2021, McKay ha rivelato che la sceneggiatura era stata scritta da Michael Waldron e Dan Harmon. Si sarebbe concentrato sulla relazione tra Batman e i membri della Justice League (in particolare Superman), mentre i cattivi principali sarebbero stati Lex Luthor e OMAC. Waldron ha rivelato che il film era provvisoriamente intitolato Lego Superfriends.

## Futuro

### Periodo Universal Pictures
Nel dicembre 2019, Warner Bros. ha firmato un contratto di 5 anni, per cedere i diritti del franchise a Universal Pictures, con l'obiettivo di produrre una nuova serie di film di successo.

### The LEGO Movie 3
Dopo che nel dicembre 2019 i diritti del franchise sono passati a Universal Pictures, l'8 agosto 2022 Dan Lin ha rivelato che un terzo film della serie intitolato The Lego Movie 3 è in fase di sviluppo; Lin ha inoltre dichiarato che il team creativo ha reinventato il mondo LEGO per questo nuovo capitolo, senza tuttavia fissare una data di uscita. Nel luglio 2023, Aaron e Adam Nee sono stati annunciati alla direzione del film.

## Serie televisive

### Unikitty!(2017-2020)
Nata come spin-off canonico di The LEGO Movie, la serie è stata trasmessa per la prima volta negli Stati Uniti su Cartoon Network dal 27 ottobre 2017 fino al 27 agosto 2020. Un adattamento italiano viene trasmesso su Cartoon Network, con le repliche trasmesse su Boing.

## Cortometraggi
Sono stati prodotti diversi cortometraggi ambientati all'interno del franchise, la maggior parte dei quali sono usciti come home media nei film. Inoltre, su YouTube sono stati pubblicati vari altri cortometraggi realizzati per promuovere i film ed eventi del mondo reale non correlati.
- Batman's A True Artist (2014): Batman's A True Artist è un cortometraggio animato a passo uno incluso nel home media di The LEGO Movie. Viene presentato come video musicale della canzone di Batman di quel film. È stato creato dall'allora 6enne Markus Jolly.
- Michelangelo and Lincoln: History Cops (2014): Michelangelo and Lincoln: History Cops è un cortometraggio animato a passo uno incluso nel home media di The LEGO Movie.[29] Viene presentato come il trailer di un film d'azione immaginario di successo con protagonisti i maestri costruttori, Michelangelo Buonarroti e Abraham Lincoln mentre combattono il crimine.
- Enter the Ninjago (2014): Enter the Ninjago è un cortometraggio incluso nel home video di The LEGO Movie.[30] Il presidente di Hollywood si incontra con Emmet e cambia la trama di The LEGO Movie per mettere in risalto i ninja per scopi di marketing. Alla fine decidono di creare un nuovo film basato sui ninja, intitolato "Il film super-croccante di una festa sullo skateboard ninja con battute di caduta, commedia fisica e adorabili animali pelosi per il pubblico internazionale". Il cortometraggio afferma scherzosamente di essere diventato la più grande bomba al botteghino della storia del cinema. L'intero corto fa riferimento a Lego Ninjago.
- The Master (2016): The Master è un cortometraggio animato al computer del 2016 scritto e diretto da Jon Saunders, co-scritto da Ross Evans, Carey Yost e Remington D. Donovan e prodotto da Ryan Halprin. Il cortometraggio è stato distribuito il 23 settembre 2016, con Cicogne in missione (2016) di Warner Bros. Animation, così come le prime proiezioni di LEGO Batman - Il film nel Regno Unito. Ha come protagonisti Jackie Chan nel ruolo del Maestro Wu, Abbi Jacobson nel ruolo del Pollo e Justin Theroux nel ruolo del Narratore.[31] Il cortometraggio segue Wu e un fastidioso pollo. Questo è il primo cortometraggio Lego ad essere distribuito nelle sale ed è anche il primo cortometraggio cinematografico del franchise.
- Dark Hoser (2017): Dark Hoser è un cortometraggio incluso nel home media di LEGO Batman - Il film.[32] Batman partecipa a un provino per fare domanda per diventare membro della Justice League of America, ma scopre solo che potrebbe essere Canadese.
- Batman is Just Not That Into You (2017): Batman is Just Not That Into You è un cortometraggio incluso nella versione home media di LEGO Batman - Il film.[33] Harley Quinn ospita un talk show e aiuta il Joker a rompere con Batman.
- Cooking with Alfred (2017): Cooking with Alfred è un cortometraggio incluso nel home media di LEGO Batman - Il film.[34] Alfred ospita uno spettacolo di cucina con Batman e Robin come guest star.
- Movie Sound Effects: How Do They Do That? (2017): Movie Sound Effects: How Do They Do That? è un cortometraggio incluso nel home media di LEGO Batman - Il film.[35] Bane, L'Enigmista, Poison Ivy e Catwoman vengono portati in una cabina sonora per aiutare a registrare gli effetti sonori di LEGO Batman - Il film.
- Shark E. Shark in "Which Way To The Ocean?" (2017): Shark E. Shark in "Which Way To The Ocean?" è un cortometraggio incluso nel home media di LEGO Ninjago - Il film.[36] Il cortometraggio segue un cucciolo di squalo che cerca di tornare nell'oceano dopo essere stato colpito dal cannone di Garmadon. Il cortometraggio è animato con lo stile d'arte vista nei libretti di istruzioni Lego.
- Zane's Stand Up Promo (2017): Zane's Stand Up Promo è un cortometraggio incluso nel home video di LEGO Ninjago - Il film. Il cortometraggio stesso è uno Stand-up comedy per un DVD di cabaret con Zane.
- Emmet's Holiday Party (2018): Il 10 dicembre 2018, Warner Bros. ha pubblicato un cortometraggio promozionale a tema natalizio per The LEGO Movie 2 - Una nuova avventura, intitolato Emmet's Holiday Party.[37] Nel corto, Emmet e i cittadini di Apocalisseburg organizzano una grande festa di Natale per rendere tutto di nuovo fantastico, nonostante la preoccupazione di un attacco da parte del Sistema Sorellare da parte di Lucy. Sebbene originariamente sia stato pubblicato come cortometraggio online, alla fine è stato incluso come contenuto bonus nel home media di The LEGO Movie 2 - Una nuova avventura.

### Cortometraggi cancellati
Assieme a The Master, nel 2016 erano in produzione altri due cortometraggi per la distribuzione nelle sale: Contagious diretto da Patrick Osborne ed Emmet Amuck diretto da Jon Saunders e Ross Evans. Entrambi i corti vennero cancellati.

## Videogiochi
- The LEGO Movie Videogame (2014)
- LEGO Dimensions (2015)
- LEGO Ninjago - Il film: Videogame (2017)
- The LEGO Movie 2 Videogame (2019)

## Accoglienza

### Incassi
| Film                                   | Incassi      | Incassi        | Incassi        | Budget       | Fonte  |
| Film                                   | USA e Canada | Internazionale | Mondiale       | Budget       | Fonte  |
| -------------------------------------- | ------------ | -------------- | -------------- | ------------ | ------ |
| The LEGO Movie                         | $257.966.122 | $210.300.000   | $468.266.122   | $60.000.000  | [ 41 ] |
| LEGO Batman - Il film                  | $175.936.671 | $136.200.000   | $312.136.671   | $80.000.000  | [ 42 ] |
| LEGO Ninjago - Il film                 | $59.364.177  | $63.800.000    | $123.164.177   | $70.000.000  | [ 43 ] |
| The LEGO Movie 2 - Una nuova avventura | $105.956.290 | $93.646.912    | $199.603.202   | $99.000.000  | [ 44 ] |
| Totale                                 | $599.232.260 | $503.946.912   | $1.103.170.172 | $309.000.000 |        |

### Critica
| Film                                   | Rotten Tomatoes      | Metacritic         | CinemaScore |
| -------------------------------------- | -------------------- | ------------------ | ----------- |
| The LEGO Movie                         | 96% (257 recensioni) | 83 (43 recensioni) | A+          |
| LEGO Batman - Il film                  | 89% (314 recensioni) | 75 (48 recensioni) | A           |
| LEGO Ninjago - Il film                 | 55% (134 recensioni) | 55 (42 recensioni) | B           |
| The LEGO Movie 2 - Una nuova avventura | 84% (302 recensioni) | 65 (52 recensioni) | A           |

## Riconoscimenti
- 2015 - Annie Awards
  - Miglior sceneggiatura in un film d'animazione a Phil Lord e Christopher Miller per The LEGO Movie
  - Candidatura per Miglior film d'animazione per The LEGO Movie
  - Candidatura per Migliori effetti animati in un film d'animazione a Jayandera Danappal, Matt Ebb, Christian Epunan Hernandez, Danielle Brooks, e Raphael Gadot per The LEGO Movie
  - Candidatura per Miglior regia in un film d'animazione a Phil Lord, Christopher Miller e Chris McKay per The LEGO Movie
  - Candidatura per Miglior scenografia in un film d'animazione a Grant Freckelton per The LEGO Movie
  - Candidatura per Miglior montaggio in un film d'animazione a David Burrows, Todd Hansen, Doug Nicholas, Jonathan Tappin e Courtney O'Brien-Brown per The LEGO Movie
- 2015 - BAFTA Awards
  - Miglior film d'animazione per The LEGO Movie
- 2015 - Empire Awards[54]
  - Candidatura per Miglior commedia per The LEGO Movie
- 2015 - Grammy Awards
  - Candidatura per Miglior canzone in un film a Everything Is Awesome per The LEGO Movie
- 2015 - Kids' Choice Awards[55]
  - Candidatura per Film d'animazione preferito per The LEGO Movie
  - Candidatura per Attore cinematografico preferito a Will Arnett per The LEGO Movie
- 2015 - E! People's Choice Awards
  - Candidatura per Film per famiglie preferito per The LEGO Movie
- 2019[56]
  - Candidatura per il miglior film per famiglie per The LEGO Movie 2 - Una nuova avventura
  - Candidatura per la miglior star in un film animato a Chris Pratt per The LEGO Movie 2 - Una nuova avventura
- 2015 - Premi Oscar
  - Candidatura per Miglior canzone per Everything Is Awesome a Shawn Patterson per The LEGO Movie
- 2015 - Satellite Awards
  - Candidatura per Miglior film d'animazione o a tecnica mista per The LEGO Movie
  - Candidatura per Miglior sceneggiatura originale a Phil Lord e Christopher Miller per The LEGO Movie
  - Candidatura per Miglior canzone originale a Everything Is Awesome per The LEGO Movie
- 2017
  - Candidato per Miglior film di animazione o a tecnica mista per LEGO Batman - Il film
- 2015 - Saturn Awards[57]
  - Miglior film di animazione per The LEGO Movie
- 2015 - Teen Choice Awards
  - Candidatura per Miglior film d'animazione per The LEGO Movie
  - Candidatura per Miglior voce in un film d'animazione a Chris Pratt per The LEGO Movie
- 2017 - St. Louis Film Critics Association Awards
  - Candidato per Miglior film di animazione per LEGO Batman - Il film
- 2017 - Chicago Film Critics Association Awards
  - Candidato per Miglior film di animazione per LEGO Batman - Il film
- 2017 - Critics' Choice Awards
  - Candidato per Miglior film di animazione per LEGO Batman - Il film